# Камерун на Летњим олимпијским играма 1964.
Камерун је први пут у својој спортској историји учествовао на Летњим олимпијским играма одржаним 1964. године у Токију, Јапан. На овим играма Камерун је представљао само један спортиста који се такмичио у атлетици.
Представник Камеруна није освојио ниједну медаљу.

## Резултати

### Атлетика

#### Мушкарци
| Атлетичар     | Дисциплина | Група    | Група      | Полуфинале           | Полуфинале           | Финале               | Финале    | Детаљи |
| Атлетичар     | Дисциплина | Резултат | Место      | Резултат             | Место                | Резултат             | Место     | Детаљи |
| ------------- | ---------- | -------- | ---------- | -------------------- | -------------------- | -------------------- | --------- | ------ |
| David Njitock | 100 м      | 11,1     | 7. у гр. 6 | Није се квалификовао | Није се квалификовао | Није се квалификовао | = 62 / 75 |        |
| David Njitock | 200 м      | 22,5     | 5. у гр.3  | Није се квалификовао | Није се квалификовао | Није се квалификовао | = 49 / 63 |        |